# Vireo brevipennis
A Vireo brevipennis a madarak osztályának verébalakúak (Passeriformes) rendjébe és a lombgébicsfélék (Vireonidae) családja tartozó faj.

## Rendszerezése
A fajt Philip Lutley Sclater angol ügyvéd és zoológus írta le 1858-ban, a Neochloe nembe Neochloe brevipennis néven.

## Alfajai
- Vireo brevipennis brevipennis (P. L. Sclater, 1858)
- Vireo brevipennis browni (A. H. Miller & Ray, 1944)[2]

## Előfordulása
Mexikó déli részén honos. Természetes élőhelyei a szubtrópusi és trópusi síkvidéki és hegyi esőerdők, valamint cserjések. Állandó, nem vonuló faj.

## Megjelenése
Átlagos testhossza 12 centiméter, testtömege 11,8–12,3 gramm.

## Életmódja
Valószínűleg ízeltlábúakkal táplálkozik.

## Természetvédelmi helyzete
Elterjedési területe nagy, egyedszáma pedig ismeretlen. A Természetvédelmi Világszövetség Vörös listáján nem fenyegetett fajként szerepel.